# Le Breuil-sur-Couze
Breuil-sur-Couze – miejscowość i gmina we Francji, w regionie Owernia-Rodan-Alpy, w departamencie Puy-de-Dôme.
Według danych na rok 1990 gminę zamieszkiwało 820 osób, a gęstość zaludnienia wynosiła 138 osób/km² (wśród 1310 gmin Owernii Breuil-sur-Couze plasuje się na 275. miejscu pod względem liczby ludności, natomiast pod względem powierzchni na miejscu 955.).